# Pharoah Sanders
Pharoah Sanders, nacido como Farrell Sanders (Little Rock, 13 de octubre de 1940-Los Ángeles, 24 de septiembre de 2022) fue un músico estadounidense de jazz. Se destacó por su mezcla de estilo de free jazz y marcadas líneas rítmicas, a menudo con percusiones africanas. Miembro de los grupos de John Coltrane de mediados de la década de 1960, Sanders es conocido por sus técnicas de sobresoplado, armónicas y multifónicas en el saxofón, así como por el uso de «hojas de sonido».  Publicó más de treinta álbumes como líder y ha colaborado ampliamente con Leon Thomas, Alice Coltrane y Rinai Maurice, entre otros.   
La música de Sanders se ha denominado «jazz espiritual» debido a su inspiración en conceptos religiosos como el Karma y el Tawhid, y a su estética rica y meditativa. Este estilo se considera una continuación del trabajo de Coltrane en álbumes como A Love Supreme. Como resultado, Sanders se considera un discípulo de Coltrane o, como dijo Albert Ayler, «Trane era el Padre, Pharoah era el Hijo, yo soy el Espíritu Santo».

## Biografía
Estudió piano en la adolescencia, con su abuelo; luego la batería y el clarinete, y a los dieciséis años, saxo y flauta.
Sus comienzos fueron en algunas bandas locales de R&B, como las de  Bobby Blue y Junior Parker. En 1959 se trasladó a Oakland, en California, para estudiar en la Oakland Junior College, donde logró tocar con apenas diecinueve años, con Sonny Simmons, Dewey Redman y Ed Kelly, con quienes forma el grupo "Little Rock", y con Philly Joe Jones.
En 1961 se trasladó a Nueva York, destacando rápidamente entre los músicos de vanguardia de la Gran Manzana, adscritos en aquella época al freejazz, entre ellos Don Cherry, Sun Ra. En 1963 formó grupo con el pianista John Hicks, el bajista Wilburt Ware y el batería Billy Higgins.
En 1965 se convirtió en miembro de la banda de John Coltrane, cuando éste comenzó a adoptar el jazz de vanguardia de Albert Ayler, Sun Ra y Cecil Taylor. Sanders grabó por primera vez con Coltrane en Ascension (grabado en junio de 1965), y luego en su álbum de doble tenor Meditations (grabado en noviembre de 1965). Después de esto, Sanders se unió al último quinteto de Coltrane, normalmente tocando largos y disonantes solos. El estilo posterior de Coltrane estuvo influenciado por Sanders.
Aunque la voz de Sanders se desarrolló de forma diferente a la de John Coltrane, Sanders se vio influenciado por su colaboración. Los elementos espirituales, como los cantos en Om, aparecerían más tarde en muchas de las obras de Sanders. Sanders también produciría mucho free jazz, modificado a partir de la concepción centrada en el solista de Coltrane. En 1968 participó en el álbum de la Jazz Composer's Orchestra Association de Michael Mantler y Carla Bley, The Jazz Composer's Orchestra, con Cecil Taylor, Don Cherry, Larry Coryell y Gato Barbieri.
El primer álbum de Pharoah, Pharoah's First, no fue lo que él esperaba. Los músicos que tocaban con él eran mucho más directos que Sanders, lo que hacía que los solos que tocaban los otros músicos estuvieran un poco fuera de lugar. A partir de 1966, Sanders firmó con Impulse! y grabó Tauhid ese mismo año. Sus años con Impulse! llamaron la atención de los aficionados al jazz, los críticos y los músicos, entre ellos John Coltrane, Ornette Coleman y Albert Ayler.
La mayor parte de los trabajos más vendidos de Sanders se realizaron a finales de la década de 1960 y principios de la de 1970 para Impulse Records, incluida la ola de 30 minutos de free jazz "The Creator has a Master Plan", del álbum Karma. Esta composición incluía el singular yodelado "umbo weti" del vocalista Leon Thomas, y el socio musical clave de Sanders, el pianista Lonnie Liston Smith, que trabajó con Sanders de 1969 a 1971.
En 1987 grabó Africa con homenaje la música de Coltrane.
En 2021 lanza el álbum Promises con el músico electrónico Sam Shepherd, más conocido por su apodo Floating Points, y la Orquesta Sinfónica de Londres.

## Fallecimiento
Falleció en la madrugada del 24 de septiembre del 2022, en su casa de Los Ángeles, California, rodeado de su familia, después de una breve enfermedad.

## Discografía

### Líder
| Title                                                                  | Year Recorded | Year Released | Label                 |
| ---------------------------------------------------------------------- | ------------- | ------------- | --------------------- |
| Pharoah's First (also released as Pharoah and Pharoah Sanders Quintet) | 1964          | 1965          | ESP-Disk              |
| Tauhid                                                                 | 1966          | 1967          | Impulse!              |
| Karma                                                                  | 1969          | 1969          | Impulse!              |
| Jewels of Thought                                                      | 1969          | 1969          | Impulse!              |
| Deaf Dumb Blind (Summun Bukmun Umyun)                                  | 1970          | 1970          | Impulse!              |
| Thembi                                                                 | 1970-1971     | 1971          | Impulse!              |
| Black Unity                                                            | 1971          | 1971          | Impulse!              |
| Live at the East                                                       | 1971          | 1972          | Impulse!              |
| Wisdom Through Music                                                   | 1972          | 1972          | Impulse!              |
| Izipho Zam (My Gifts)                                                  | 1969          | 1973          | Strata-East           |
| Village of the Pharoahs                                                | 1971-1973     | 1973          | Impulse!              |
| Love in Us All                                                         | 1973          | 1973          | Impulse!              |
| Elevation                                                              | 1973          | 1974          | Impulse!              |
| Pharoah                                                                | 1976          | 1977          | India Navigation      |
| Love Will Find a Way                                                   | 1977          | 1977          | Arista                |
| Journey to the One                                                     | 1979          | 1980          | Theresa               |
| Beyond a Dream                                                         | 1978          | 1981          | Arista                |
| Rejoice                                                                | 1981          | 1981          | Theresa               |
| Pharoah Sanders Live...                                                | 1981          | 1982          | Theresa               |
| Heart Is a Melody                                                      | 1982          | 1983          | Theresa               |
| Shukuru                                                                | 1981          | 1985          | Theresa               |
| Africa                                                                 | 1987          | 1987          | Timeless              |
| Oh Lord, Let Me Do No Wrong                                            | 1987          | 1987          | Doctor Jazz           |
| A Prayer Before Dawn                                                   | 1987          | 1987          | Theresa               |
| Moon Child                                                             | 1989          | 1989          | Timeless              |
| Welcome to Love                                                        | 1990          | 1991          | Timeless              |
| Crescent with Love                                                     | 1992          | 1992          | Evidence/Venus        |
| Ballads with Love                                                      | 1992          | 1994          | Venus                 |
| Naima                                                                  | 1992          | 1995          | Evidence              |
| Message from Home                                                      | 1996          | 1996          | Verve                 |
| Save Our Children                                                      | 1997          | 1999          | Verve                 |
| Spirits                                                                | 2000          | 2000          | Meta                  |
| The Creator Has a Master Plan                                          | 2003          | 2003          | Venus                 |
| With a Heartbeat                                                       | 2003          | 2003          | Evolver Records       |
| In the Beginning 1963-1964 (4 CD compilation)                          | 1963-1964     | 2012          | ESP-Disk              |
| Live in Paris (1975) (Lost ORTF Recordings)                            | 1975          | 2020          | Transversales Disques |

### Como acompañante
Con John Coltrane
- Ascension (Impulse!, 1965)
- Live In Seattle (Impulse!, 1965)
- Om (Impulse!, 1965)
- Kulu Sé Mama (Impulse!, 1965)
- Selflessness: Featuring My Favorite Things (Impulse!, 1965)
- Meditations (Impulse!, 1965)
- Live at the Village Vanguard Again! (Impulse!, 1966)
- Live In Japan (Impulse!, 1966)
- Offering: Live at Temple University (Impulse!, 1966)
- Expression (Impulse!, 1967)
- The Olatunji Concert: The Last Live Recording (Impulse!, 1967)

Con Don Cherry
- Symphony for Improvisers (Blue Note, 1966)
- Where Is Brooklyn? (Blue Note, 1967)

Con Alice Coltrane
- A Monastic Trio (Impulse!, 1968)
- Ptah, the El Daoud (Impulse!, 1970)
- Journey in Satchidananda (Impulse!, 1970)

Con Kenny Garrett
- Beyond the Wall (Nonesuch, 2006)
- Sketches of MD: Live at the Iridium (Mack Avenue, 2008)

Con Norman Connors
- Romantic Journey (Buddah 1977)
- This Is Your Life (Buddah 1978)
- Beyond a Dream (Novus 1981)
- Remember Who You Are (MoJazz 1993)

Con Tisziji Muñoz
- Visiting This Planet (Anami Music, 1980's)
- River of Blood (Anami Music, 1997)
- Present Without a Trace (Anami Music, 1980's)
- Spirit World (Anami Music, 1997)
- Divine Radiance (Dreyfus/Anami Music, 2003)
- Divine Radiance Live! (Anami Music, 2013)
- Mountain Peak (Anami Music, 2014)

Con McCoy Tyner
- Love & Peace (Trio 1982)
- Blues for Coltrane: A Tribute to John Coltrane (Impulse!, 1987)

Con Randy Weston
- The Spirits of Our Ancestors (Verve 1992)
- Khepera (Verve 1998)

Con otros
- 1964 - Sun Ra - Featuring Pharoah Sanders & Black Harold
- 1965 - Ornette Coleman - Chappaqua Suite (Columbia)
- 1968 - Michael Mantler - Jazz Composer's Orchestra - The Jazz Composer's Orchestra (JCOA)
- 1968 - Gary Bartz - Another Earth (Milestone)
- 1969 - Leon Thomas - Spirits Known and Unknown (Flying Dutchman)
- 1973 - Larry Young - Lawrence of Newark (Perception)
- 1978 - Ed Kelly - Ed Kelly & Friends (Theresa Records)
- 1979 - Hilton Ruiz - Fantasia (Denon)
- 1980 – Idris Muhammad – Kabsha (Theresa)
- 1984 – Benny Golson – This Is for You, John (Baystate)
- 1985 - Art Davis - Life
- 1991 - Sonny Sharrock - Ask the Ages (Axiom)
- 1992 - Ed Kelly - Ed Kelly and Pharoah Sanders (Evidence Records) with Robert Stewart (saxophonist)
- 1992 – New York Unit Over the Rainbow (Paddle Wheel)
- 1994 - Franklin Kiermyer - Solomon's Daughter
- 1994 - Bheki Mseleku - Timelessness (Verve)
- 1994 - Maleem Mahmoud Ghania - The Trance of Seven Colors (Axiom)
- 1995 - Aïyb Dieng - Rhythmagick
- 1996 - Jah Wobble - Heaven & Earth (Island)
- 1997 - Wallace Roney - Village (Warner Bros.)
- 1997 - Music Revelation Ensemble - Cross Fire (DIW)
- 1998 - Terry Callier - Time Peace (Verve)
- 2000 - Alex Blake - Now is the Time: Live at the Knitting Factory
- 2000 - Kahil El'Zabar's Ritual Trio - Africa N'Da Blues (Delmark)
- 2004 - David Murray - Gwotet (Justin Time)
- 2005 - Will Calhoun Native Lands
- 2008 - Sleep Walker - "Into the Sun" (on The Voyage)
- 2014 - Chicago Underground/São Paulo Underground - Spiral Mercury
- 2019 - Joey DeFrancesco - In the Key of the Universe
- 2021 - Floating Points and the London Symphony Orchestra - Promises